# Щитова проходка
Щитова проходка — спосіб будівництва тунелів або шахтних гірничих виробок з допомогою прохідницького щита. Застосовується, як правило, при проведенні в складних гірничо-геологічних умовах горизонтальних, слабко похилих і рідше вертикальних виробок. Руйнування ділянок міцних порід, що зустрічаються на трасі проводять буропідривним способом. Порода у вибої розробляється на довжину заходки, що дорівнює ширині кільця кріплення. По мірі розробки вибою щит пересувають з метою запобігання оголених покрівлі і боків виробки від обвалення. Після переміщення щита на величину заходки починають зведення кріплення, що складається, як правило, із залізобетонних блоків або тюбінгів. Знаходять застосування і чавунні тюбінги, а також монолітне пресоване бетонне кріплення (бетонна обробка). Після установки всіх елементів кріплення прохідницький цикл повторюється. В особливо складних гірничо-геологічних умовах знаходять застосування спец. способи закріплення порід — заморожування, хім. закріплення тощо. Темпи Щ.п. в середньому 80 -100 м/міс.